# ヨヴァン・ミトゥリキッチ
ヨヴァン・ミトゥリキッチ（セルビア語: Јован Митуљикић, ラテン文字転写: Jovan Mituljikić、2003年1月20日 - ）は、セルビアのサッカー選手。ポジションはミッドフィールダー。
双子のニコラ・ミトゥリキッチもサッカー選手である。

## 経歴

### レッドスター・ベオグラード
2023年1月15日、FKムラドスト・ノヴィ・サドに半年間の契約でレンタル移籍した。
2023年7月6日、FKラドニチュキ1923に半年間の契約でレンタル移籍した。